# Guthormr Haraldsson
Guthormr Haraldsson (in norvegese: Guttorm Haraldsson; Trondheim, 870 circa – Göteborg, 900 circa) fu re di Ranrike.

## Biografia
Guthormr Haraldsson fu il primo figlio di re Harald I Bellachioma e Ása, figlia di Hákon Grjótgarðsson, jarl di Hlaðir e poi anche di Fjordane.
Secondo l' Heimskringla nacque a Trondheim probabilmente attorno all'870, poco prima della battaglia di Hafrsfjord. Fu l'hertogi Guthormr Sigurðsson, zio nonché fedelissimo braccio destro di Harald, a posarlo sulle ginocchia del padre, battezzarlo con il suo nome e ad aspergerlo con acqua. Harald affidò il primogenito alle sue cure e Guthormr trascorse l'infanzia nel Vík almeno sino alla morte del suo padrino avvenuta verso l'882.
Attorno al 900, quando re Harald aveva ormai all'incirca cinquant'anni, per cercare di placare le continue liti intestine tra i suoi figli e gli jarl, decise di accontentarli conferendo a tutti loro il titolo di re e divise il regno in vari potentati minori le cui rendite sarebbero spettate per metà a lui e per metà al sovrano locale, inoltre ai figli sarebbe stato concesso di sedere sotto il suo seggio ma sopra quello degli jarl. A Guthormr toccò il regno di Ranrike e conseguentemente la difesa dei confini orientali del Regno di Norvegia dagli attacchi del re svedese Björn Eriksson e dalle frequenti scorrerie dei vichinghi.
Pochi mesi dopo essere stato nominato re, intraprese una spedizione militare portandosi con una flotta da Tønsberg sino al fiume Göta, che costituiva il confine meridionale del regno. Mentre le sue navi si trovavano in rada nei pressi della foce del fiume, fu sorpreso da una flotta guidata da Sölvi il Fenditore (Klofi) e cadde in battaglia. Sǫlvi riuscì in questo modo a vendicare il padre, re Húnþjófr di Nordmøre, morto nella Prima Battaglia di Solskjel nel tentativo di fermare l'espansionismo di Harald e a recuperare il suo onore, poiché in quell'occasione era stato costretto a fuggire.
Il suo regno passò al fratellastro Óláfr Digerbein Haraldsson.